# Karangarh
Karangarh és una muntanya o més pròpiament un altiplà a Bihar al districte de Bhagalpur. El nom derivaria de Kama (un pietós rei hindú) i garh (fortalesa) perquè localment és considerat el lloc d'una de les més famoses fortaleses prebudistes. En aquest lloc van estar aquarterats els Hill Rangers, un cos creat el 1780 entre els pobles de les muntanyes, per Augustus Clevland, col·lector del districte, amb l'objectiu de pacificar el territori; el cos fou dissolt el 1863. Hi ha alguns temples destacats amb algunes de les anomenades cadires o trons de Mahadeo, una de les quals està feta amb pedra del Narbada.